# Coregonus vandesius
El corégono de Lochmaben (Coregonus vandesius) es un pez de agua dulce presente en Gran Bretaña. También se lo conoce con el nombre de vendace, el cual también puede referirse a Coregonus albula.
La mayor parte de las autoridades consideran a Coregonus vandesius como un sinónimo de Coregonus albula: el uso de C. vandesius continúa siendo controvertido y refleja la investigación reciente de los peces de agua dulce europeos por Kottelat & Freyhof (2007).
Los estudios de la población desde la década de 1960 han revelado una población que se encuentra constantemente en descenso. Es una de las tres especies de peces blancos de agua dulce del Reino Unido. El pez vive en lagos profundos de agua fría, y se alimenta principalmente de crustáceos. Este animal no migra y vive aproximadamente seis años. Es el pez más raro de Gran Bretaña.

## Distribución y hábitat
El vendace solo se considera una especie nativa de cuatro lugares: el lago Bassenthwaite y Derwent en el lago District de Inglaterra, y en Castle Loch y Mill Loch en Lochmaben, Escocia. Se cree que la especie se ha extinguido de todos estos sitios excepto de Derwent Water. La población de Castle Loch desapareció a principios del siglo XX, y la de Mill Loch en la década de 1990. No se han registrado estos peces en el lago Bassenthwaite desde 2001. Se cree que la causa de las desapariciones se debe a que las especies introducidas que se alimentan de este pez, y también debido a la polución. Por ejemplo, una planta de tratamiento de agua cercana al lago ha desbordado el nivel de agua con aguas residuales, causando severas plagas de algas que redujeron la cantidad de oxígeno presente en el agua, pero la planta se clausuró en 2004 para evitar la contaminación.
Coregonus vandesius fue introducido a Loch Skene en Dumfries and Galloway, Escocia, en la década de 1990 como un intento de conservación ante la severidad del deterioro del hábitat en Bassenthwaite. Esta acción ha sido muy exitosa y Loch Skene alberga actualmente diez veces más vendace por hectárea que Derwent Water según una encuesta desarrollada por el Centre for Ecology and Hydrology. Los ecologistas esperan poder reintroducir el pez en su hábitat natural cuando hayan mejorado las condiciones.